# Gelora Madura Stadium
Das Gelora Madura Stadium, auch als Gelora Ratu Pamelingan Stadium bekannt, ist ein Fußballstadion in der indonesischen Stadt Tlanakan in der Provinz Jawa Timur auf der Insel Java.
Die 1980 erbaute Anlage hat ein Fassungsvermögen von 13.500 Personen und ist die Heimspielstätte des Erstligisten Madura United.